# Dysoxylum pallens
Dysoxylum pallens är en tvåhjärtbladig växtart som beskrevs av William Philip Hiern. Dysoxylum pallens ingår i släktet Dysoxylum och familjen Meliaceae. Inga underarter finns listade i Catalogue of Life.